# Jan Šisler
Jan Šisler (* 24. dubna 1988, Pavlovice, Československo) je český fotbalový obránce či záložník, od července 2016 hráč klubu MFK Karviná.

## Fotbalová kariéra
Svoji fotbalovou kariéru začal v Rapid Pavlovice, odkud v průběhu mládeže přestoupil do Slovanu Liberec. V roce 2006 se propracoval do seniorské kategorie týmu a hrál za B-tým. Následně zamířil po roce do Jablonce, kde hrál za A-tým i rezervu. V zimě 2009-2010 podepsal Zenitu Čáslav a následně po roce vedly jeho kroky do Hradce Krílové. V únoru 2014 přestoupil do FK Mladá Boleslav, která ho ihned poslala na hostování do konce sezóny k týmu FC Zbrojovka Brno. Před sezonou 2014/15 se vrátil do Mladé Boleslavi. S Boleslaví se představil ve 2. předkole Evropské ligy UEFA 2014/15 proti bosenskému týmu NK Široki Brijeg. V létě 2015 se zdálo, že zamíří na přestup zpět do Brna. Nakonec zůstal v Mladé Boleslavi, odkud v září 2015 odešel hostovat do MFK Karviná. Zde hostoval do konce června 2016, poté do týmu MFK Karviná přestoupil – podepsal tříletou smlouvu. Od roku 2020 hraje okresní přebor v Bezně (okres Mladá Boleslav).

## Ligová bilance
| Ročník                       | Zápasy | Góly | Klub              |
| ---------------------------- | ------ | ---- | ----------------- |
| Gambrinus liga 2006/2007     | 1      | 0    | FK Jablonec       |
| Gambrinus liga 2008/2009     | 16     | 1    | SK Kladno         |
| Gambrinus liga 2011/2012     | 11     | 0    | FC Hradec Králové |
| Gambrinus liga 2012/2013     | 26     | 6    | FC Hradec Králové |
| Gambrinus liga 2013/2014     | 12     | 1    | FC Zbrojovka Brno |
| Synot liga 2014/2015         | 17     | 1    | FK Mladá Boleslav |
| Synot liga 2015/2016         | 3      | 0    | FK Mladá Boleslav |
| ePojisteni.cz liga 2016/2017 | 23     | 3    | MFK Karviná       |
| HET liga 2017/2018           | 27     | 1    | MFK Karviná       |
| Fortuna:Liga 2018/2019       | 2      | 0    | MFK Karviná       |
| CELKEM 1. česká liga         | 138    | 13   |                   |